# Provincia di Toledo
Toledo è una provincia della comunità autonoma della Castiglia-La Mancia, nella Spagna centrale. Confina con la Castiglia e León (provincia di Avila) e la comunità autonoma di Madrid a nord, con le province di Cuenca a est, di Ciudad Real a sud e con l'Estremadura (province di Badajoz a sud-ovest e di Cáceres a ovest).
La superficie è di 15.370 km², la popolazione nel 2003 era di 578.060 abitanti.
Il capoluogo è Toledo, altri centri importanti sono Talavera de la Reina e Illescas. La provincia comprende anche il più piccolo comune spagnolo, Illán de Vacas, di soli 5 abitanti.

## Suddivisioni

### Comarche
| Nome                  | Popolazione | Superficie (km²) | Principali comuni                                              |
| --------------------- | ----------- | ---------------- | -------------------------------------------------------------- |
| Campana de Oropesa    | 20.185      | 1.370            | Oropesa, Calera y Chozas                                       |
| La Jara               | 19.470      | 2.166            | Los Navalucillos, Los Navalmorales                             |
| La Mancha de Toledo   | 102.392     | 3.488            | Madridejos, Consuegra, Quintanar de la Orden, Villacañas, Mora |
| Mesa de Ocaña         | 37.163      | 1.454            | Ocaña, Santa Cruz de la Zarza, Yepes                           |
| La Sagra              | 116.706     | 983              | Illescas, Seseña, Bargas, Yuncos                               |
| Montes de Toledo      | 66.648      | 3.018            | Sonseca, Los Yébenes                                           |
| Sierra de San Vicente | 7.559       | 484              | El Real de San Vicente, Segurilla, Castillo de Bayuela         |
| Talavera              | 83.793      | 192              | Talavera de la Reina                                           |
| Toledo                | 77.601      | 232              | Toledo                                                         |
| Torrijos              | 80.230      | 2.061            | Torrijos, Fuensalida, La Puebla de Montalbán                   |